# Списак епизода серије Сложна браћа — Next Đeneration
Серија Сложна браћа — Next Đeneration се емитује на каналу Суперстар ТВ од 4. јануара 2022. Прва сезона је емитована од 4 до 24. јануара 2022 , друга сезона је емитована од 16 до 31. јануара 2023 године.
У плану је и 3 сезона серије.

## Преглед
| Сезоне | Сезоне | Епизоде | Оригинално емитовање | Оригинално емитовање |
| Сезоне | Сезоне | Епизоде | Почетак емитовања    | Крај емитовања       |
| ------ | ------ | ------- | -------------------- | -------------------- |
|        | 1      | 12      | 4. јануар 2022.      | 24. јануар 2022.     |
|        | 2      | 12      | 16. јануар 2023.     | 31. јануар 2023.     |